# Zheng Xingjuan
Zheng Xingjuan (chinesisch 鄭 幸娟 / 郑 幸娟, Pinyin Zhèng Xìngjuān; * 20. März 1989 in Fuqing) ist eine ehemalige chinesische Hochspringerin.

## Sportliche Laufbahn
Erste internationale Erfahrungen sammelte Zheng Yingjuan im Jahr 2005, als sie bei den Weltmeisterschaften in Helsinki mit übersprungenen 1,84 m in der Qualifikation ausschied. Anschließend gewann sie bei den Ostasienspielen in Macau mit 1,85 m die Silbermedaille hinter ihrer Landsfrau Jing Xuezhu. Im Jahr darauf belegte sie bei den Juniorenasienmeisterschaften ebendort mit 1,75 m den sechsten Platz und gewann daraufhin bei den Juniorenweltmeisterschaften in Peking mit 1,88 m die Silbermedaille. Anschließend nahm sie an den Asienspielen in Doha teil und gewann dort mit einer Höhe von 1,91 m die Silbermedaille hinter der Kasachin Marina Aitowa. 2008 schied sie bei den Hallenweltmeisterschaften in Valencia mit 1,90 m in der Qualifikation aus und nahm im Sommer erstmals an den Olympischen Spielen in Peking teil, 1,89 m aber nicht über die Vorrunde hinauskam. 2009 belegte sie bei den Hallenasienspielen in Hanoi mit 1,89 m den vierten Platz und siegte anschließend bei den Asienmeisterschaften in Guangzhou mit übersprungenen 1,93 m und siegte auch bei den Ostasienspielen in Hongkong mit 1,88 m. 2010 wurde sie mit einer Höhe von 1,94 m Fünfte bei den Hallenweltmeisterschaften in Doha und gewann bei den Asienspielen mit 1,90 m die Bronzemedaille hinter den Usbekinnen Svetlana Radzivil und Nadiya Dusanova.
2011 verteidigte sie ihren Titel bei den Asienmeisterschaften in Kōbe mit 1,92 m und wurde anschließend Sechste bei den Weltmeisterschaften in Daegu mit einer Höhe von 1,93 m. Im Jahr darauf siegte sie bei den Hallenasienmeisterschaften in Hangzhou mit 1,92 m und schied bei den Hallenweltmeisterschaften in Istanbul mit 1,88 m in der Qualifikation aus. Im Sommer nahm sie erneut an den Olympischen Spielen in London teil, schied dort aber mit 1,90 m in der ersten Runde aus. 2013 erreichte sie bei den  Weltmeisterschaften in Moskau mit 1,93 m Rang neun. 2014 gewann sie bei den Hallenasienmeisterschaften in Hangzhou mit 1,91 m die Silbermedaille hinter der Usbekin Radzivil und bei den Asienspielen in Incheon gewann sie ebenfalls hinter Radzivil mit 1,92 m die Silbermedaille. 2015 folgte einer Bronzemedaille bei den Asienmeisterschaften mit 1,84 m die Bronzemedaille hinter Radzivil und ihrer Landsfrau Wang Yang und schied anschließend bei den Weltmeisterschaften in Peking mit 1,80 m in der Qualifikation aus. 2017 bestritt sie in Tianjin ihren letzten Wettkampf und beendete daraufhin ihre Karriere als Leichtathletin im Alter von 28 Jahren.
In den Jahren 2006, von 2008 bis 2010, 2012 und 2014 wurde Zheng chinesische Meisterin im Hochsprung im Freien sowie 2011 in der Halle.

## Persönliche Bestleistungen
- Hochsprung: 1,96 m, 12. Oktober 2014 in Suzhou
  - Hochsprung (Halle): 1,95 m, 9. März 2014 in Nanjing (chinesischer Rekord)